# 布拉格墓園
《布拉格墓園》（義大利語：Il cimitero di Praga）是由意大利作家安伯托·艾可所寫的第六本小說。2010年10月出版，以19世紀時的《錫安長老議定書》作為題材，小說中登場的人物，除了主角外，都是真實存在的歷史人物。小說曾經入圍2012年獨立報外國小說獎，繼《玫瑰的名字》後艾可最佳的小說。

## 內容概述
主角為西蒙內·西莫尼尼（Simone Simonini），一位偽造文書專家。

## 中譯版本
蔡孟貞譯，《布拉格墓園》，皇冠出版，台灣台北市，2013年出版，ISBN 9789573330301。
文铮、娄翼俊译，《布拉格公墓》，上海译文出版社，上海，2020年出版，ISBN 9787532783762。